# 南海化学
南海化学株式会社（なんかいかがく、英称：Nankai Chemical Industry Co.,Ltd.）は、大阪府に本社を置く化学メーカー。和歌山市と高知市に工場を有し、基礎化学品の製造を行う。ちなみに南海電気鉄道との関係は当初からない。

## 事業所・主な製品
- 本社 - 〒550-0015 大阪府大阪市西区南堀江一丁目12番19号
- 和歌山工場 - 〒641-0007 和歌山県和歌山市小雑賀一丁目1番38号
  - 合成塩酸、苛性ソーダ、次亜塩素酸ナトリウム、液体塩素、グルコサミン、酢酸ナトリウム
- 青岸工場 - 〒640-8404 和歌山市湊1342番地
  - 硫酸、水処理凝固剤（ポリ硫酸第2鉄、硫ばん、ポリ塩化アルミニウム）
- 土佐工場 - 〒781-8010 高知県高知市桟橋通四丁目10番1号
  - 水処理殺菌消毒剤、クロルピクリン製剤
- 東京オフィス - 〒115-0051 東京都北区浮間五丁目8番18号
- 福岡オフィス - 〒818-0105 福岡県太宰府市都府楼南二丁目14番41号
- 土佐オフィス - 〒781-8010 高知県高知市桟橋通四丁目10番1号

### 関連会社
- 興南産業株式会社 - 和歌山市小雑賀一丁目1番38号
- 株式会社NMソルト - 和歌山市小雑賀一丁目1番38号
- 株式会社山藤 - 〒601-8317 京都府京都市南区吉祥院新田弐の段町19-2
- 富士アミドケミカル株式会社 - 東京都北区浮間五丁目8番18号
- エヌシー環境株式会社 - 和歌山市湊1342番地

## 沿革
- 1906年（明治39年）10月26日 - 和歌山市にて、南海硫肥株式会社設立
- 1907年（明治40年）2月12日 - 硫酸・肥料の供給過剰による市況悪化のため、事業を晒粉のみに縮小、南海晒粉株式会社に社名変更
- 1907年7月 - 和歌山市鼠島にて、晒粉製造を開始
- 1910年（明治43年） - 和歌山市青岸にて硫酸製造を開始
- 1914年（大正3年） - 南海曹達株式会社設立（1917年に南海晒粉に合併）
- 1916年（大正5年）12月 - 鼠島に日本除虫菊株式会社設立
- 1918年（大正7年）4月 - 富山県伏木に北海曹達株式会社設立（1922年に三井鉱山に譲渡、現東亞合成）
- 1918年9月 - 小雑賀工場竣工
- 1920年（大正9年） - 和歌山株取引所に上場
- 1928年（昭和3年）11月24日 - 土佐硫曹を合併
- 1933年（昭和8年）9月 - 南海石油株式会社設立（1941年に旭石油に譲渡、現出光興産）
- 1937年（昭和12年）10月 - 株式会社大垣製薬所（のちの大垣工場、1953年に閉鎖）を合併、南海化学工業株式会社に社名変更
- 1938年（昭和13年） - 除虫菊事業を東洋除虫菊エキス株式会社に譲渡
- 1939年（昭和14年）9月 - 中山製鋼所と合併、同社の化学部となる
- 1947年（昭和22年）7月19日 - 興南商事株式会社設立（1965年に興南産業株式会社に社名変更）
- 1951年（昭和26年）6月26日 - 中山製鋼所から化学部を分社化、南海化学工業株式会社設立
- 1956年（昭和31年）11月 - 1951年に買収した高陽製紙（高知市）、1954年に買収した高岡パルプ工業（高知県土佐市）、1956年8月に買収した上野製紙（三重県上野市）を統合、南海製紙工業株式会社を設立（1980年に解散）
- 1976年（昭和51年）4月29日 - 本社を大阪市西区に移転
- 2002年（平成14年）8月 - 三井物産との合弁事業として、株式会社NMソルト設立
- 2004年（平成16年）3月 - 旭硝子（現AGC）子会社の株式会社山藤を買収、子会社化
- 2006年（平成18年）3月 - 明治製菓子会社の富士アミドケミカル株式会社を買収、子会社化
- 2010年（平成22年）1月 - 社名を南海化学株式会社と改称
- 2013年（平成25年）2月 - 中山製鋼所及びその関連子会社4社が保有していた株式（発行済株式の51.8%）を、当社経営陣が設立した特別目的会社南海グローバルケミ株式会社が取得[2]。中山製鋼所との資本関係が消滅。
- 2023年（令和5年）4月 - 東京証券取引所スタンダード市場へ株式を上場[3]。

### 付記
- 創業当時の和歌山では、軍服・民需用として盛んに生産されていた紀州ネル製造時の漂白用として晒粉の需要が高まっていた。また、県内の飯盛鉱山からの硫化鉄、水力発電所からの電力が比較的容易に調達でき、大阪方面へも紀の川河口から定期航路が就航しており、製品や原材料の輸送に活用できた。のちに進出した高知でも、土佐和紙製造時に原料の三椏の溶解用の苛性ソーダや漂白用の晒粉の需要が増大していた。
- 中山製鋼所との合併により、製鉄所のコークス炉で発生する副産物が化学工業原料として活用できること、青岸工場で使用した硫化鉱燃焼後の焼鉱を製鉄原料として活用できることがあり、双方にメリットがあった。